# Distrito municipal de Paneriai
Distrito municipal de Paneriai es un distrito municipal perteneciente al Municipio de Ciudad del Vilna y organizado administrativamente en veinte barrios (Aukštieji Paneriai, Bališkės, Daniliškės, Degeniai, Dobrovolė, Gariūnai, Gureliai, Jočionys, Kazbėjai, Kelmija, Kulokiškės, Liudvinavas, Mačiuliškės, Metropolis, Mūrinė Vokė, Naujakiemis, Pagiriai, Trakų Vokė, Vaidegiai, Vaidotai). El distrito se limita con los distritos municipales de Grigiškės, Lazdynai, Naujininkai y Vilkpėdė, también con Distrito Municipio de Vilna y Distrito Municipio de Trakai.

## Barrios
El distrito está formado por los siguientes 20 barriosː
- Aukštieji Paneriai
- Bališkės
- Daniliškės
- Degeniai
- Dobrovolė
- Gariūnai
- Gureliai
- Jočionys
- Kazbėjai
- Kelmija
- Kulokiškės
- Liudvinavas
- Mačiuliškės
- Metropolis
- Mūrinė Vokė
- Naujakiemis
- Pagiriai
- Trakų Vokė
- Vaidegiai
- Vaidotai

## Galería

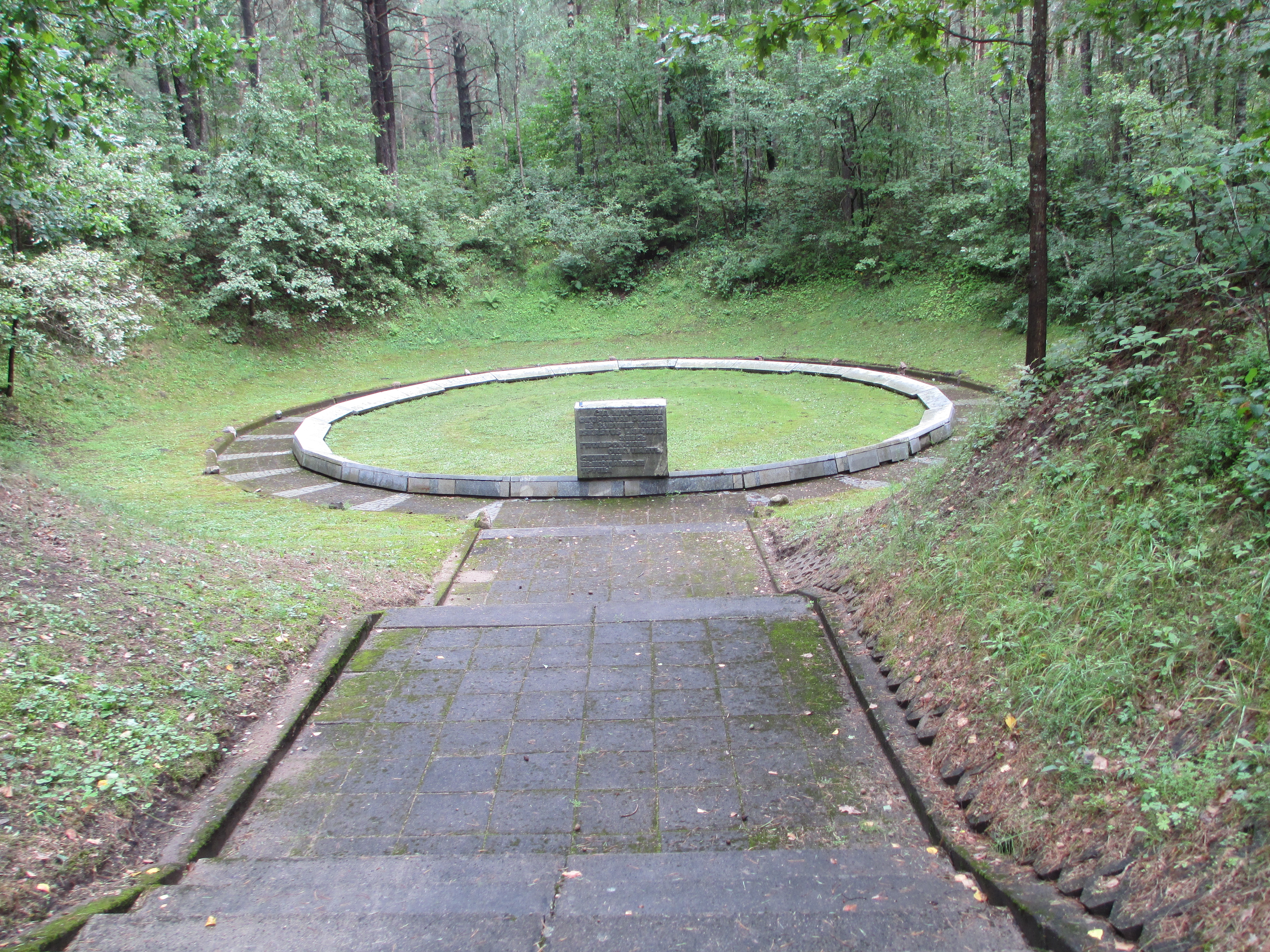
Lugar de masacre de Paneriai
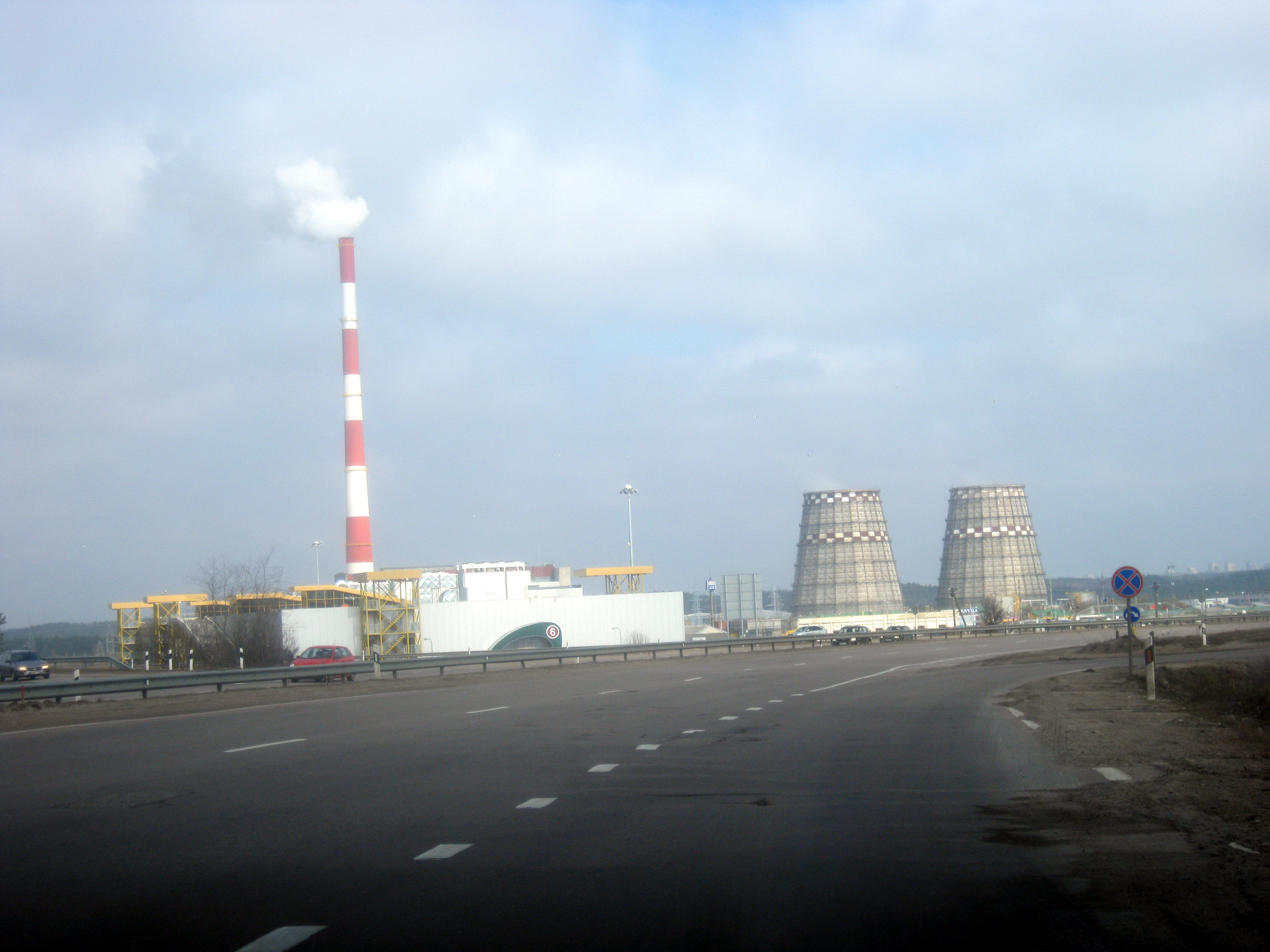
Central eléctrica de Gariūnai
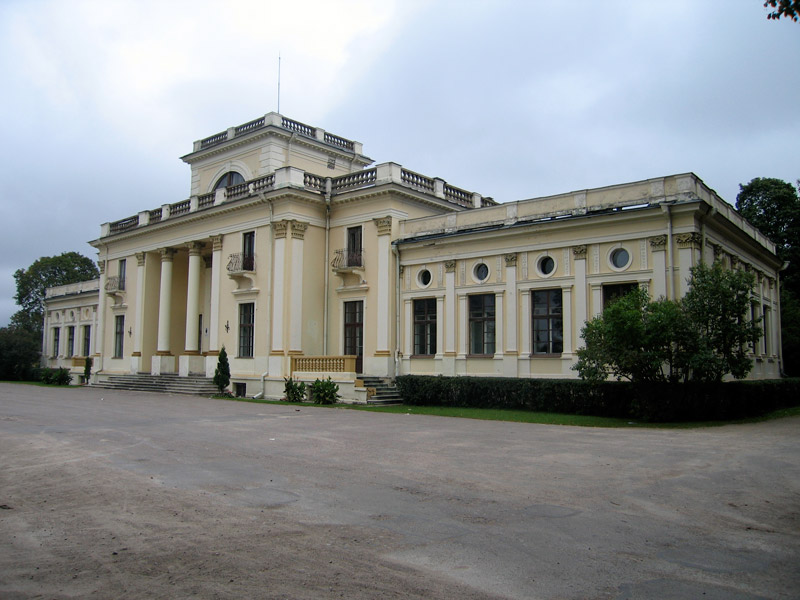
Señorío De Trakų Vokė
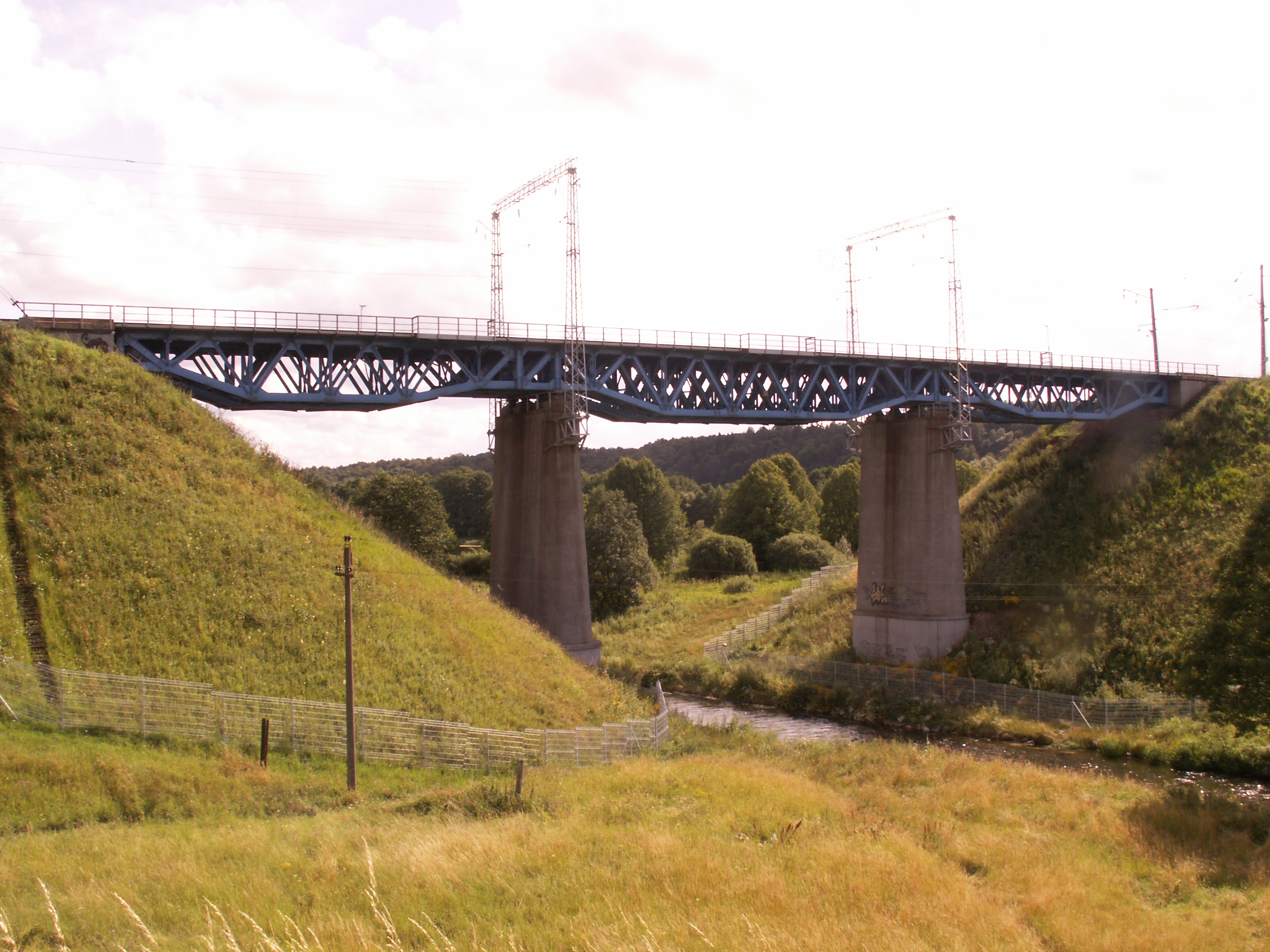
El puente sobre el rio Vokė